# أرماندو مانزو
أرماندو مانزو بونس (بالإسبانية: Armando Manzo)‏ (مواليد 16 أكتوبر 1958 في مدينة مكسيكو، المكسيك) لاعب كرة قدم مكسيكي سابق، كان يلعب لنادي مونتيري في الدوري المكسيكي الممتاز.

## وصلات خارجية
- أرماندو مانزو على موقع قاعدة بيانات كرة القدم.إي يو (الإنجليزية)
- أرماندو مانزو على موقع ناشيونال فوتبول تيمز (الإنجليزية)
- أرماندو مانزو على موقع Soccerway.com (الإنجليزية)